# Monetazione greca classica
La monetazione greca classica è l'emissione monetaria risalente ai secoli V-III a.C. nel mondo di cultura greca.

## Gli eventi
In linea di massima per periodo classico  si intende il periodo che ha inizio dopo le guerre persiane e che sfocia nell'ellenismo dopo le guerre di Alessandro Magno.  La fine delle guerre persiane porta all'egemonia di Atene in Grecia.
Contemporaneamente, mentre le città della Grecia continentale sotto la leadership di Atene battevano gli invasori persiani, in Occidente Siracusa batte Cartagine che cercava di penetrare più profondamente in Sicilia.  Siracusa diventa così la città egemone tra le colonie greche del Mar Mediterraneo occidentale.

## Le caratteristiche

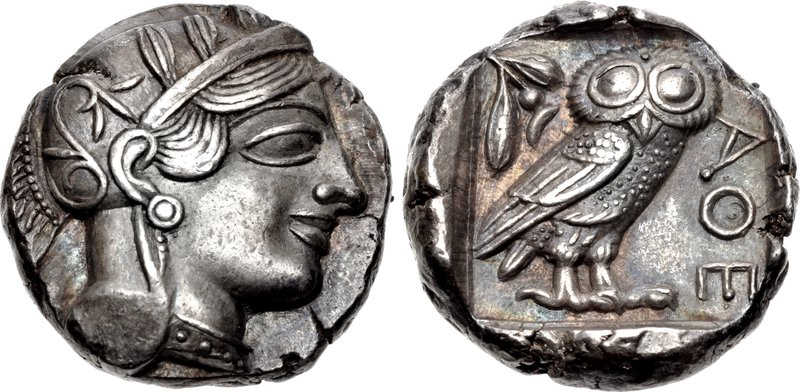
Tetradramma di Atene, V secolo a.C. - Periodo Arcaico Atena al dritto e al rovescio civetta

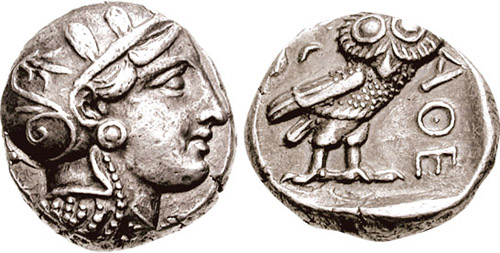
Tetradramma di Atene, IV secolo a.C. Al dritto Atena. Al rovescio la civetta

Questo periodo vede la monetazione greca raggiungere un elevato livello tecnico ed estetico. Lo stile delle monete del periodo precedente era rigido, non realistico. Gradualmente l'immagine si fa più aggraziata. Il rovescio anziché presentare l'impronta incusa dei punzoni, è usato per imprimere un'altra immagine.
Il disegno è curato, preciso. Vengono rappresentati modelli idealizzati secondo i nuovi canoni estetici.

## I metalli
Il metallo preferito è l'argento. Anche le denominazioni più piccole sono battute in questo metallo.  Solo in un secondo tempo le città occidentali iniziano a usare il bronzo per le frazioni.

## Le denominazioni
Le monete d'argenti prevalenti  sono la dracma ed i suoi multipli: didramma, cioè due dracme detto anche statere, tetradramma (quattro dracme) e decadramma (dieci dracme).  I decadracmi erano monete molto grandi. Il decadramma di Atene pesavano ca. 43 grammi ed era una moneta molto grande che permetteva all'incisore di eseguire magnifiche rappresentazioni. Era emessa molto raramente ed il suo significato prevalente era commemorativo o elogiativo piuttosto che economico. 
Accanto ai multipli c'erano anche le frazioni della dracma. Il più diffuso era l'obolo, pari ad un sesto di dracma. C'erano anche il triobolo, che valeva quindi mezza dracma, il diobolo ed altri. Esistevano anche frazioni di obolo.

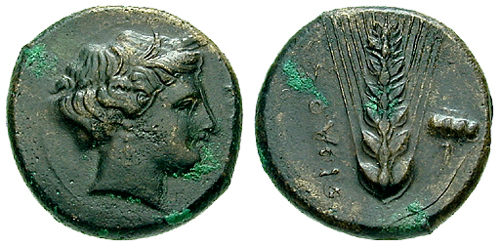
Metapontum. Æ Obolo. Demetra / "ΟΒΟΛΟΣ" Spiga di grano

Solo più tardi inizia l'uso del bronzo nella monetazione sussidiaria. In Sicilia, si emette la litra, una moneta di valore leggermente superiore all'obolo. Inizialmente questa moneta veniva battuta in argento ma verso la metà del V secolo a.C., forse ad Himera, si incomincia ad emettere una moneta in bronzo di questo valore. Le prime litrae sono ingombranti ma subito poco dopo iniziano ad avere dimensioni più comode. È il primo esempio di moneta fiduciaria, una moneta il cui valore non è dato dal proprio contenuto in metallo, ma dal valore fissato dalla autorità che lo ha emesso.
La litra era divisa in dodici onkiai, come l'asse era diviso in 12 once. Il valore era segnato con un numero di globuli pari al numero di once.
La moneta in bronzo si diffonde nel resto del mondo greco, ma le altre città non seguono la prassi delle città siceliote di segnare il valore della moneta. Come particolarità c'è una moneta enea emessa da Metapontum in cui il valore è espresso esplicitamente (ΟΒΟΛΟΣ)

## Gli standard ponderali
Gli standard più importanti sono:
| Nome      | moneta               | peso   |
| Eginetico | statere (due dracme) | 12,3 g |
| Acheo     | statere              | 8 g    |
| Euboico   | statere              | 17,2 g |
| Attico    | statere              | 8,6 g  |
| Foceo     | statere              | 16,1 g |

## I tipi
Le città più grandi producono un'ampia varietà di monete. Per lo più presentano da una parte il ritratto della divinità protettrice oppure un eroe leggendario o il simbolo della città. Alcune monete usano un tipo parlante, cioè un'immagine simbolica che ripropone il nome  della città: una rosa (rhodon ) per Rodi, un granchio (akragas ) per Agrigento, Akragas in greco.
Di norma lo stesso tipo viene usato per periodi molto lunghi, anche se cambia lo stile usato. Atene ha Atena al dritto e la civetta al rovescio, Corinto Pegaso ed Atena, sulle monete di Naxos è rappresentato Sileno, su quelle di Selinunte una foglia di sedano (selinon in greco).

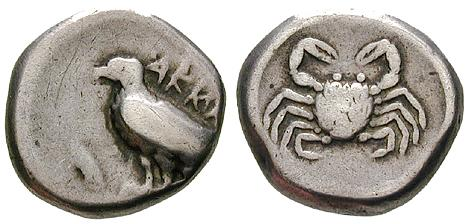
La moneta di Akragas, didramma recante su un lato un'aquila con la scritta Akragas e sull'altro un granchio (490-483 a. C.)

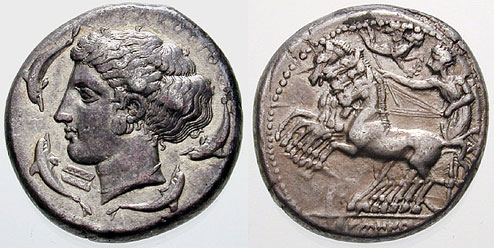
Tetradramma di Siracusa: Quadriga ed Aretusa. Dritto firmato da Eukleidas, rovescio da Eumenos.

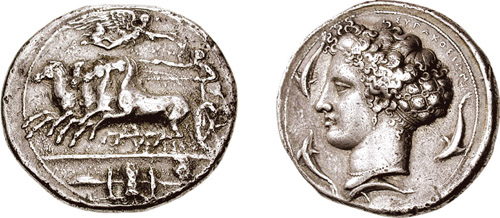
Decadrachma di Siracusa: Quadriga / Aretusa. L'artista è ΚΙΜΩΝ

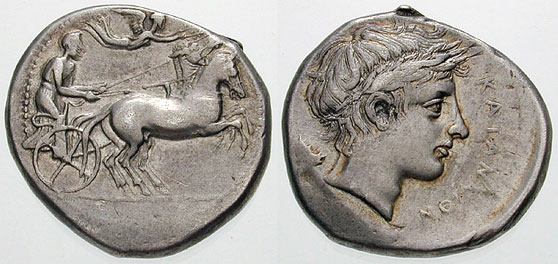
Tetradramma di Katana: Quadriga ed Apollo

Le ricche città della Sicilia producono monete particolarmente belle. I grandi decadrammi (dieci dracme) d'argento di Siracusa sono considerati da molti collezionisti come le più belle monete prodotte nel mondo antico o forse le più belle mai battute in assoluto.
Le monete più belle venivano copiate da altre città. Quelle di Siracusa hanno fornito modelli per secoli, anche agli incisori moderni e contemporanei.

## Le iscrizioni
In questo periodo si afferma l'uso delle iscrizioni, come il nome della città. Inizialmente l'indicazione della città è indicato dall'uso delle prime lettere del nome della polis. In seguito l'etnico è indicato con il nome per esteso degli abitanti al genitivo plurale.  In alcune monete è eccezionalmente segnato, come firma, il nome dell'incisore.
In alcuni periodi sulle monete di alcune città è indicato il nome del magistrato monetario.

## La propaganda
Usare le monete a scopo di propaganda è un'invenzione greca. Le monete sono importanti, durevoli, viaggiano per molti luoghi e sono viste da molte persone. In un'età senza giornali e senza altri mass media, le monete erano il vettore ideale per la diffusione di messaggi politici.
La prima di queste monete fu un decadramma (dieci dracme) commemorativo emesso da Atene in seguito alla vittoria greca nelle guerre persiane. In questa moneta, emessa nel 465-5 a.C., al dritto si trova la classica immagine di Atena, al rovescio la civetta, simbolo della città e animale sacro alla dea, è rappresentata frontalmente con le ali distese e con un ramoscello di ulivo all'interno del campo della moneta.

## Gli artisti
Le città si contendono i migliori artisti dell'epoca. Di alcuni di loro ci è giunto il nome grazie alla firma apposta sulle monete. Le città della Sicilia fanno incidere le loro monete ad artisti come ΕΥΑΙΝΕΤΟΣ (Euainetos) a Camarina, Catana, Syracusa, ΕΥΜΕΝΗΣ (o ΕΥΜΕΝΟΣ) a Syracusa, ΚΙΜΩΝ (Kimon) a Himera, Messana e Syracusa.